# Jenő Kamuti
Jenő Kamuti (ur. 17 września 1937 w Budapeszcie) – węgierski florecista, dwukrotny medalista olimpijski i wielokrotny medalista mistrzostw świata.
Na igrzyskach olimpijskich w Rzymie w 1960 roku był czwarty drużynowo, a w zawodach indywidualnych odpadł w ćwierćfinałach. Na rozgrywanych cztery lata później igrzyskach olimpijskich w Tokio był piąty indywidualnie i siódmy drużynowo. Podczas igrzysk olimpijskich w Meksyku w 1968 roku wywalczył srebrny medal indywidualnie, wygrywając trzy z pięciu walk w rundzie finałowej; lepszy był tylko Ion Drîmbă z Rumunii. Drużynowo Węgrzy zajęli tam piąte miejsce. Kolejny indywidualny srebrny medal zdobył na igrzyskach olimpijskich w Monachium w 1972 roku, w rundzie finałowej wygrywając cztery z pięciu walk i plasując się tylko za Polakiem Witoldem Woydą. W turniejowym Węgrzy zajęli czwarte miejsce, przegrywając walkę o podium z reprezentacją Francji. Brał też udział w igrzyskach olimpijskich w Montrealu w 1976 roku, zajmując 40. miejsce w zawodach indywidualnych i 7. w drużynowych.
Podczas mistrzostw świata w Paryżu w 1957 roku razem z Ferencem Czvikovszkym, Mihálym Fülöpem, Józsefem Gyuriczą i Endre Tillim zdobył złoty medal w zawodach drużynowych. W tej samej konkurencji Węgrzy z Kamutim w składzie zdobywali też srebrne medale na mistrzostwach świata w Turynie (1961), mistrzostwach świata w Buenos Aires (1962), mistrzostwach świata w Moskwie (1966) i mistrzostwach świata w Ankarze (1970) oraz brązowy na mistrzostwach świata w Budapeszcie (1959). Ponadto zdobywał srebrne medale indywidualnie na mistrzostwach świata w Turynie w 1961 roku (za Polakiem Ryszardem Parulskim) i mistrzostwach świata w Montrealu sześć lat później (za Wiktorem Putiatinem z ZSRR) oraz brązowy na mistrzostwach świata w Göteborgu w 1973 roku (za Francuzem Christianem Noëlem i Jurijem Czyżem z ZSRR).
W kadrze Węgier znajdował się w latach 1956-1976. W 1976 był chorążym reprezentacji Węgier podczas ceremonii otwarcia igrzysk. Po zakończeniu kariery sportowej był działaczem w międzynarodowym Związku Szermierczym i Komitecie Olimpijskim (także krajowym).
Jego brat László także był szermierzem i olimpijczykiem. 